# Elbit Hermes 1500
Silver Arrow HERMES 1500 — беспилотный летательный аппарат, разработанный израильской компанией Silver Arrow, дочерней фирмой компании Elbit Systems. Впервые БПЛА был представлен на Парижской авиавыставке в июне 1997 года, многоцелевой БПЛА, предназначен для ведения наблюдения, патрулирования, разведки, а также для поддержки коммуникаций во время боевых действий, выполнен в виде лёгкого коммерческого самолёта. Максимальное время полёта 40 часов. Номер «1500» в названии модели означает взлётный вес аппарата.

## ЛТХ
- Модификация Hermes 1500
- Размах крыла, м 18.00
- Длина, м 9.40
- Высота, м 2.40
- Масса, кг
- пустого 1250
- максимальная взлетная 1650
- Тип двигателя 2 ПД Rotax 914
- Мощность, л.с. 2 х 100
- Максимальная скорость, км/ч 305
- Крейсерская скорость, км/ч 241
- Минимальная скорость, км/ч 148
- Радиус действия, км 200
- Продолжительность полёта, ч
  - обычная 26
  - максимальная 40
- Скороподъемность, м/мин 457
- Практический потолок, м 9145